# 鹿毛壽
鹿毛壽（?—?），战国时期燕国人物，生活在燕王哙时代。
前316年（周慎靓王五年、燕王哙五年），鹿毛寿对燕王哙说：“人们称道尧是贤明君主，就是因为他能让天下。现在燕王要是把国家让给子之，就能与尧有同样的名声。”燕王于是把国家托付给了子之。子之集大权于一身。后来燕王把王位禅让给子之。